# Nemaspela sokolovi
Espèce
Synonymes
- Buresiolla sokolovi Lyovushkin & Starobogatov, 1963

Nemaspela sokolovi est une espèce d'opilions dyspnois de la famille des Nemastomatidae.

## Distribution
Cette espèce est endémique du kraï de Krasnodar en Russie. Elle se rencontre vers Sotchi dans les grottes Vorontsovskaya, Labirintovaya et Dolgaya.

## Description
Le mâle holotype mesure 1,5 mm et la femelle paratype 2,3 mm.
Le mâle décrit par Chemeris en 2009 mesure 1,81 mm et la femelle 1,89 mm.

## Systématique et taxinomie
Cette espèce a été décrite sous le protonyme Buresiolla sokolovi par Lyovushkin et Starobogatov en 1963. Elle est placée dans le genre Nemaspela par Šilhavý en 1966.

## Étymologie
Cette espèce est nommée en l'honneur du géologue H. I. Sokolov.

## Publication originale
- Lyovushkin & Starobogatov, 1963 : « Biospeologica sovietica, XVIII. Пещерные сенокосцы Крыма и Кавказа. » Бюллетень Московского Общества Испытателей Природы. Отдел Биологический - Bulletin de la Société des Naturalistes de Moscou, Section biologique, vol. 68, no 1, p. 41–51.